# Pyrgoella
Pyrgoella es un género de foraminífero bentónico de la subfamilia Miliolinellinae, de la familia Hauerinidae, de la superfamilia Milioloidea, del suborden Miliolina y del orden Miliolida. Su especie tipo es Biloculina sphaera. Su rango cronoestratigráfico abarca desde el Pleistoceno hasta la Actualidad.

## Clasificación
Pyrgoella incluye a las siguientes especies:
- Pyrgoella distincta
- Pyrgoella earlandi
- Pyrgoella irregularis
- Pyrgoella profunda
- Pyrgoella sphaera
- Pyrgoella sphaeroidina
- Pyrgoella tenuiaperta

Otra especie considerada en Pyrgoella es:
- Pyrgoella generalis, de posición genérica incierta